# Kansas City Southern
Kansas City Southern è una raccolta a nome di  Dillard & Clark (ossia Doug Dillard e Gene Clark), pubblicato (solo nei Paesi Bassi) dalla A&M Records nel 1975.

## Tracce
Lato A
1. Lyin' Down the Middle – 2:17 (Laramy Smith, Gene Clark) – Tratto dall'album: The Fantastic Expedition of Dillard & Clark (1968)
2. Out on the Side – 3:49 (Gene Clark) – Tratto dall'album: The Fantastic Expedition of Dillard & Clark (1968)
3. Why Not Your Baby – 3:41 (Gene Clark) – Pubblicato nel maggio del 1969 come singolo
4. Train Leaves Here This Morning – 3:49 (Gene Clark, Bernie Leadon) – Tratto dall'album: The Fantastic Expedition of Dillard & Clark (1968)
5. Don't Be Cruel – 1:53 (Otis Blackwell, Elvis Presley) – Pubblicato nel febbraio del 1969 come singolo
6. Something's Wrong – 2:57 (Doug Dillard, Gene Clark) – Tratto dall'album: The Fantastic Expedition of Dillard & Clark (1968)

Durata totale: 18:26
Lato B
1. Kansas City Southern – 3:39 (Gene Clark) – Tratto dall'album: Through the Morning, Through the Night (1969)
2. Polly – 4:20 (Gene Clark) – Tratto dall'album: Through the Morning, Through the Night (1969)
3. Rocky Top – 2:46 (Boudleaux Bryant) – Tratto dall'album: Through the Morning, Through the Night (1969)
4. So Sad (Don Everly, Phil Everly) – Tratto dall'album: Through the Morning, Through the Night (1969)
5. In the Plan (Doug Dillard, Gene Clark, Bernie Leadon) – Tratto dall'album: The Fantastic Expedition of Dillard & Clark (1968)
6. For a Spanish Guitar – 4:57 (Gene Clark) – Tratto dall'album di Gene Clark: White Light (1971)

Durata totale: 15:42

## Musicisti
- Gene Clark - voce, chitarra, armonica
- Doug Dillard - voce, banjo, chitarra, fiddle
- Sneeky Pete (Sneaky Pete Kleinow) - chitarra steel
- Chris Hillman - mandolino
- Bernie Leadon - chitarra, basso, banjo
- Don Beck - dobro, mandolino
- Byron Berline - fiddle
- John Selk - chitarra acustica
- Jon Corneal - batteria, tamburello
- Donna Washburn - voce, tambourine,
- David Jackson - voce, basso, pianoforte, violoncello